# Life, Love and Faith
| Recensione       | Giudizio    |
| ---------------- | ----------- |
| AllMusic         | [ 1 ]       |
| Robert Christgau | B+          |
| Sputnikmusic     | 3.7 (Great) |

Life, Love and Faith è il terzo album discografico solistico di Allen Toussaint, pubblicato dalla casa discografica Reprise Records nell'agosto del 1972.
In quest'album, Allen Toussaint, si avvale, come sessionmen (tra gli altri), di alcuni componenti del gruppo musicale funk dei The Meters. 

## Tracce
Lato A
Testi e musiche di Allen Toussaint.
1. Victims of the Darkness – 3:30
2. Am I Expecting Too Much – 2:47
3. My Baby Is the Real Thing – 3:03
4. Goin' Down – 2:56
5. She Once Belonged to Me – 2:49
6. Out of the City (Into Country Life) – 3:34

Lato B
Testi e musiche di Allen Toussaint.
1. Soul Sister – 2:47
2. Fingers and Toes – 4:05
3. I've Got to Convince Myself – 2:40
4. On Your Way Down – 3:58
5. Gone Too Far – 3:26
6. Electricity – 2:29

## Musicisti
- Allen Toussaint - voce, piano, chitarra acustica, armonica
- Vincent Toussaint - chitarra
- Leo Nocentelli - chitarra
- George Plummer - chitarra
- George Porter, Jr. - basso elettrico
- Walter Payton - contrabbasso, basso elettrico
- Joseph (Zig) Modeliste - batteria
- Joe Lambert - batteria
- Alfred Roberts - congo drums
- Squirrel - congo drums
- Gary Brown - sassofono tenore, sassofono elettrico
- Alvin Thomas - sassofono tenore
- Red Tyler - sassofono baritono
- Clyde Kerr - tromba, corno francese
- Francis Rousselle - tromba

Note aggiuntive'
- Allen Toussaint - produttore (per Sansu Enterprises, Inc.), arrangiamenti e direzione musicale
- Registrazioni effettuate al Jazz City Recording Studio di New Orleans, Louisiana (Stati Uniti)
- Skip Godwin e Cosimo Matassa - ingegneri delle registrazioni
- Mixaggio effettuato al Warner Bros. Studios di North Hollywood, California
- Remixaggio effettuato al The Record Plant di Los Angeles, California
- John Stronach - ingegnere remixaggio
- Lee Hildebrand - note retrocopertina album[6]